# Pomnik Józefa Hallera w Toruniu
Pomnik Józefa Hallera w Toruniu – pomnik upamiętniający generała broni Wojska Polskiego i Naczelnego Dowódcę wszystkich Wojsk Polskich Józefa Hallera.
Pomnik znajduje się u zbiegu ul. Piastowskiej i placu św. Katarzyny w Toruniu. Lokalizacja nawiązuje do wydarzeń z 21 stycznia 1920 roku, kiedy to na dworzec Toruń Miasto przyjechał gen. Józef Haller na czele Głównej Kwatery Dowództwa Frontu Pomorskiego. Po przywitaniu przez wojewodę Stefana Łaszewskiego, gen. Haller wraz ze sztabem przyjechał do centrum Torunia.

## Historia
Pierwszy pomnik Józefa Hallera w Toruniu odsłonięto w 1920 roku. Stanął on na wzgórzu nad Wisłą vis a vis Fortu św. Jakuba. W 1930 roku, w wyniku zniwelowania wzgórza fortecznego na potrzebę budowy ul. Lubickiej i Traugutta, pomnik rozebrano. 
17 czerwca 2010 roku Rada Miasta Torunia podjęła uchwałę o wzniesieniu pomnika. Pomnik wykonano według projektu Andrzeja Borcza. Odsłonięcie monumentu miało miejsce 13 sierpnia 2012 roku, w 139. rocznicę urodzin gen. Hallera.

## Charakterystyka
Rzeźba przedstawia generała w mundurze. Ma na sobie rozpięty płaszcz. Jego głowa jest pochylona. Postać opiera się na lasce. Na cokole znajdują się dwa napisy: Generał Józef Haller 1873–1960 oraz Dowódcy Frontu Pomorskiego wyzwolicielowi Torunia w styczniu 1920 Roku Honorowemu Obywatelowi Naszego Miasta Mieszkańcy Torunia 13 VII 2012.